# Groenveld
Groenveld est un village situé dans la commune néerlandaise de Schagen, dans la province de la Hollande-Septentrionale. En 2009, le village comptait 175 habitants.

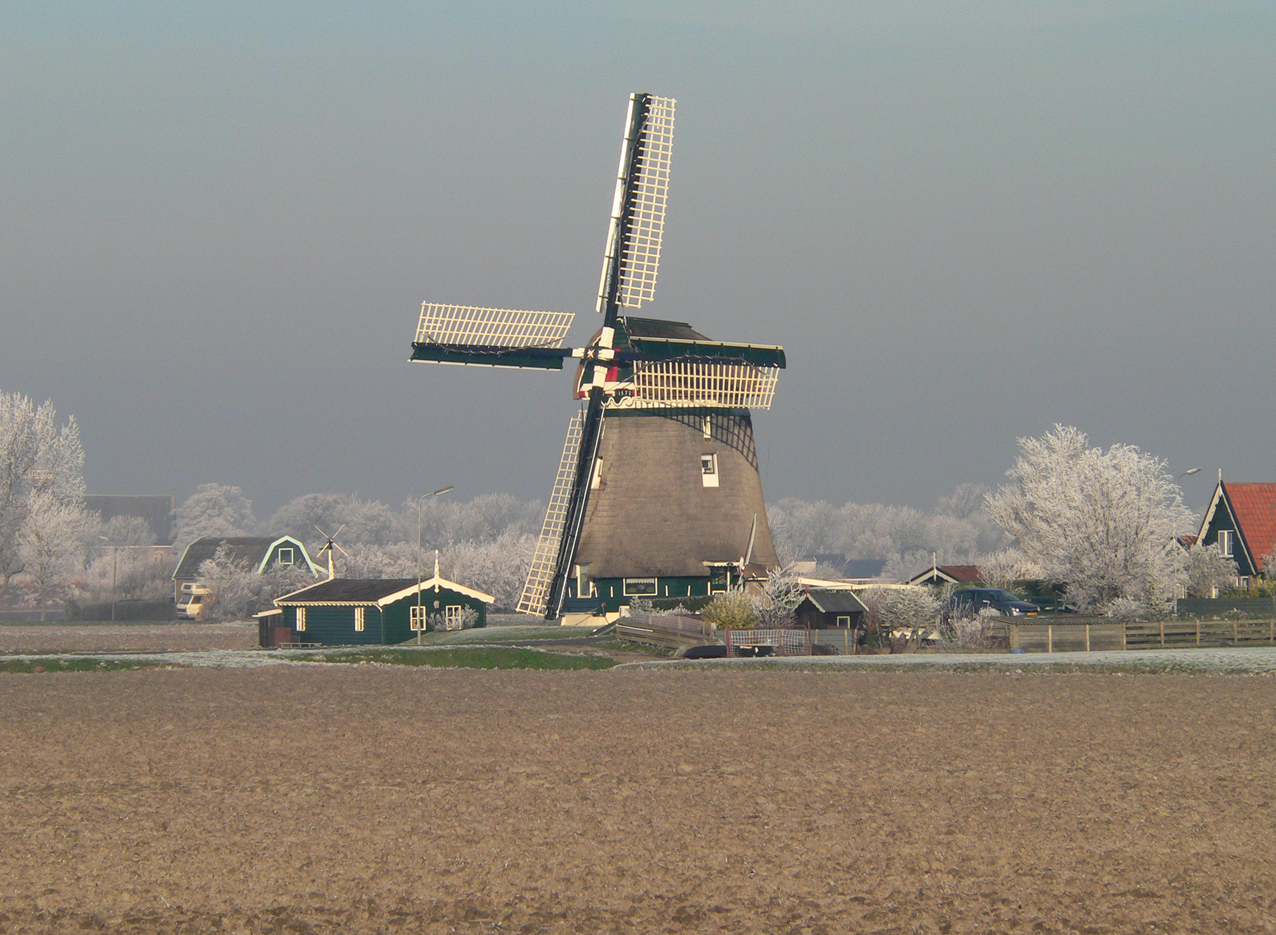
Le moulin de Groenveld